# Campeonato Georgiano de Patinação Artística no Gelo
O Campeonato Georgiano de Patinação Artística no Gelo é uma competição nacional anual de patinação artística no gelo da Geórgia.
A competição determina os campeões nacionais e os representantes da Geórgia em competições internacionais como Campeonato Mundial, Campeonato Mundial Júnior, Campeonato Europeu e os Jogos Olímpicos de Inverno.

## Lista de medalhistas

### Individual masculino
| Evento    | Ouro                | Prata                   | Bronze                  | Ref         |
| 2000      | Vakhtang Murvanidze | ?                       | ?                       | [ 1 ]       |
| 2001      | Vakhtang Murvanidze | Otari Japaridze         | Vano Janialashvili      | [ 1 ] [ 2 ] |
| 2002      | Vakhtang Murvanidze | ?                       | ?                       | [ 1 ]       |
| 2003–2015 | ?                   | ?                       | ?                       |             |
| 2016      | Armen Agaian        | nenhum outro competidor | nenhum outro competidor | [ 3 ]       |

### Individual feminino
| Evento    | Ouro                 | Prata                     | Bronze                    | Ref   |
| 2001      | Marika Japaridze     | Nino Manjavidze           | Nino Abashidze            | [ 2 ] |
| 2002      | ?                    | ?                         | ?                         | [ 4 ] |
| 2003      | Elene Gedevanishvili | ?                         | ?                         | [ 4 ] |
| 2004–2015 | ?                    | ?                         | ?                         |       |
| 2016      | Elene Gedevanishvili | nenhuma outra competidora | nenhuma outra competidora | [ 3 ] |

### Dança no gelo
| Evento    | Ouro                              | Prata                      | Bronze                  | Ref   |
| 2001      | Tatiana Siniaver Tornike Tukvadze | Elene Mikava Anzori Toidze | ?                       | [ 2 ] |
| 2002–2003 | ?                                 | ?                          | ?                       |       |
| 2004      | Allison Reed Otar Japaridze       | ?                          | ?                       | [ 5 ] |
| 2005–2015 | ?                                 | ?                          | ?                       |       |
| 2016      | Tatiana Kozmava Oleksii Shumskyi  | nenhum outro competidor    | nenhum outro competidor | [ 3 ] |